# Amata chrysozona
Amata chrysozona är en fjärilsart som beskrevs av George Francis Hampson 1898. Amata chrysozona ingår i släktet Amata och familjen björnspinnare. Inga underarter finns listade i Catalogue of Life.